# Zou (Wybrzeże Kości Słoniowej)
Zou – miasto w Wybrzeżu Kości Słoniowej, w dystrykcie Montagnes, w regionie Guémon, w departamencie Bangolo.